# Pietralata
Pietralata è il ventunesimo quartiere di Roma, indicato con Q. XXI.
Il toponimo (dal latino prata lata (grandi prati), per la grande estensione della tenuta ivi presente) indica anche la zona urbanistica 5G del Municipio Roma IV di Roma Capitale.

## Geografia fisica

### Territorio
Si trova nell'area nord-est della città.
Il quartiere confina:
- a nord con i quartieri Q. XVI Monte Sacro[1], Q.XXVIII Monte Sacro Alto[2] e Q.XXIX Ponte Mammolo[3]
- a est con il quartiere Q. XXIX Ponte Mammolo[4]
- a sud con i quartieri Q. XXII Collatino[5] e Q. VI Tiburtino[6]
- a ovest con il quartiere Q. V Nomentano[7]

## Storia
Pietralata, o Prata Lata come appare nei documenti più antichi, era un cospicuo latifondo della campagna romana, di 1.600 rubbi, pari a circa 2.150 ettari, che si estendeva fra la via Tiburtina e Nomentana: includendo la valle di Sant'Agnese fuori porta Nomentana e i colli di Portonaccio, giungendo lungo il fiume Aniene sino al Casal de' Pazzi, comprendeva l'antico castello di Pietralata, che insisteva di fatto sui resti di un'antica villa romana. Si derivò da questo luogo il nome di una famiglia che ne ebbe il possesso verso la fine del Medioevo; dobbiamo questa notizia a due carte conservate nell'Archivio Lateranense: in essa è menzionato un Orazio di Pietralata, che viveva nel cominciare del XVI secolo (Archivi SS. Lat. Eccl. EXXI.33), nonché un Giovan Battista di Pietralata (stesso archivio EXXIV. 152), vescovo di Sant'Angelo in Vado. Ad essi successe dapprima la famiglia Lante e, dopo una cospicua divisione, i Ruberti, il principe Stanislao Poniatowski ed infine la famiglia Mazzetti che, riunendo nuovamente tutte le porzioni del fondo, ottenne dal papa Gregorio XVI l'erezione in Marchesato di Pietralata".
Passata successivamente ai Torlonia, nasce come una delle 12 "borgate ufficiali", realizzate dal Governatorato di Roma per trasferirvi, tra il 1935 e il 1940, gli sfrattati degli "sventramenti edili" operati da Mussolini al centro di Roma, in particolare delle zone intorno al Campidoglio, via del Teatro di Marcello, Fori Imperiali, San Giovanni, Porta Metronia e di viale Castrense.
Attraversa varie fasi ed in particolare negli anni del fascismo con le casette da "sette lire", chiamate così per via del loro costo, costruite in quel periodo prive di bagni, cucine ed acqua corrente.
Il 23 ottobre 1943, in un valloncello tra i campi che fiancheggiano la via Tiburtina, presso il caseificio di Ponte Mammolo, furono trucidati dalle SS nove partigiani del Movimento Comunista d'Italia-Bandiera Rossa, che avevano assaltato la caserma del Forte Tiburtino, al fine di procurarsi viveri, armi, munizioni e medicinali, ed un ciclista estraneo all'azione, fermato sulla via Tiburtina (Eccidio di Pietralata). L'episodio si inquadra nell'ambito della Resistenza romana alle truppe di occupazione tedesche (settembre 1943-giugno 1944).
il 3 marzo del 1944 un bombardamento distrusse la fabbrica " Fiorentini " in via della cave di Pietralata, causando la morte di 117 dipendenti.
Nel 1953, vengono sostituite le vecchie casette con abitazioni più moderne. A partire dal 1957, fino al 1964, i vecchi lotti vengono progressivamente sostituiti dai palazzi.
Tutto questo s'intreccia con la profonda identità di borgata degli abitanti che, isolati dal contesto cittadino, trovarono nella Chiesa (San Michele Arcangelo a Pietralata), in particolare con le suore Sacramentine, che contribuiranno con la scolarizzazione, e nel Partito Comunista, con l'organizzazione politica e le lotte per la casa, le principali istituzioni di riferimento.
Quest'ultimo dà anche vita nel 1968 alla "Polisportiva Albarossa" che giocava nel campo sportivo XXV Aprile.

Allagamenti a Pietralata negli anni sessanta, incrocio via Silvano con via del Peperino

Negli anni cinquanta, fino alla fine degli anni settanta frequenti erano gli allagamenti dovuti alla costruzione del piano stradale al di sotto del livello del vicino fiume Aniene. Successivamente sono stati realizzati lavori che hanno rialzato il piano stradale. L'effetto di queste opere è tuttora visibile; infatti alcuni esercizi commerciali sono al di sotto di via di Pietralata e i primi piani delle case sono divenuti pian terreni.

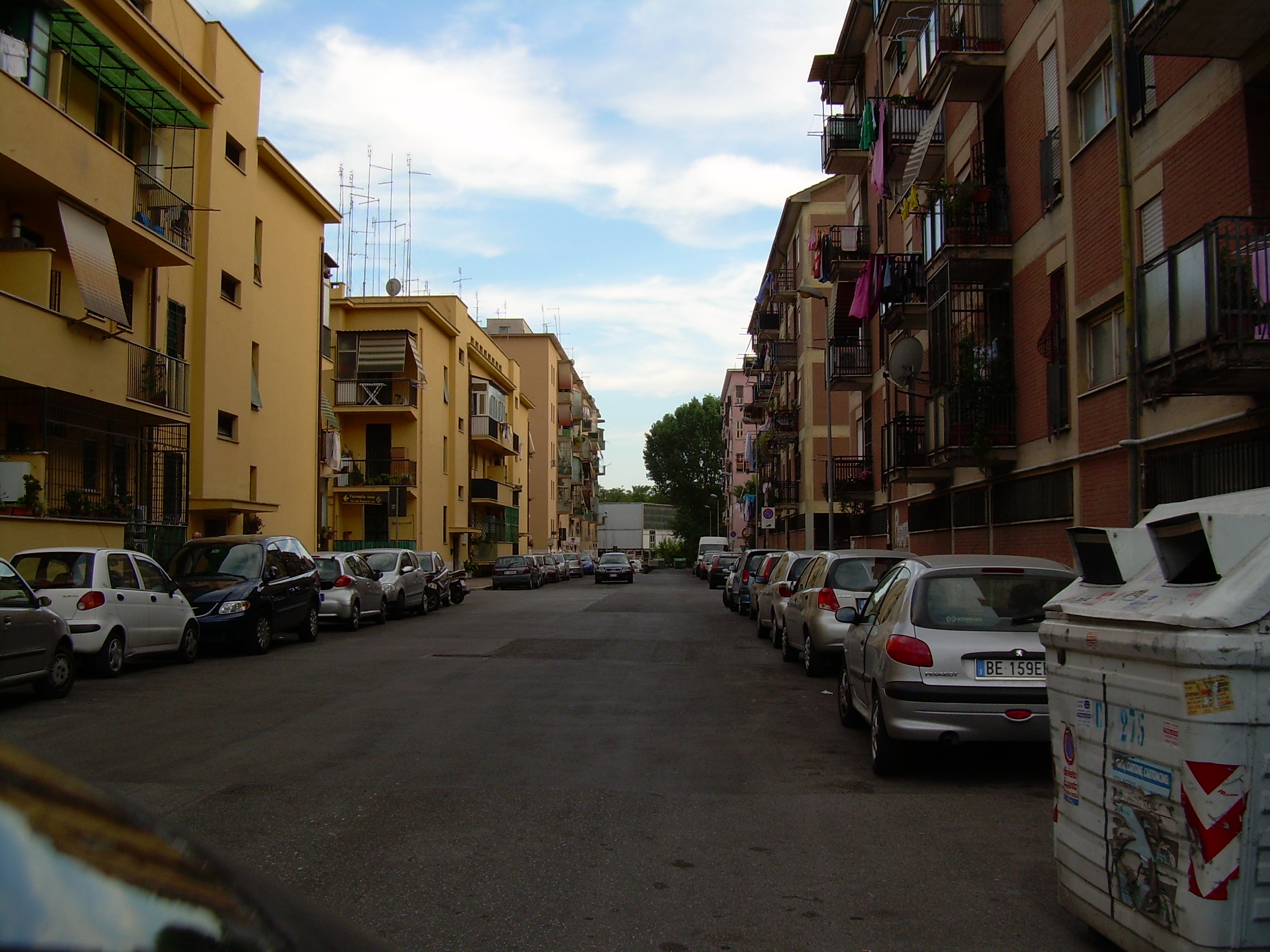
Pietralata dopo i lavori di rialzo del piano stradale

Gli unici punti di aggregazione erano un solo cinema, il mercato con la sua piazza, la parrocchia e la Casa del Popolo costruita nel 1967.
All'inizio degli anni settanta si combatte ancora contro l'analfabetismo: c'è soltanto una scuola elementare, non esiste una scuola media né tanto meno una scuola superiore, ci sono i doppi turni e molti ragazzi interrompono presto gli studi.
Si accentua la distinzione tra la parte alta di Pietralata e la parte bassa (storica), sia dal punto di vista economico che da quello politico.
La situazione di disagio presente nel quartiere, viene descritta nel romanzo Una vita violenta di Pier Paolo Pasolini, nel romanzo storico La Storia di Elsa Morante e nella raccolta di racconti di Alberto Moravia Racconti romani.
 Nel 1968 un ulteriore contributo alla conoscenza di Pietralata è portato dal testo Un anno a Pietralata di Albino Bernardini, da cui nascerà uno sceneggiato televisivo di Vittorio De Seta dal titolo Diario di un maestro.
Pietralata è stato uno dei luoghi privilegiati dell'opera cinematografica, letteraria e poetica di Pier Paolo Pasolini, che vi ha abitato insieme alla madre, Susanna, negli anni '50. 
Fino al 1961 la borgata di Pietralata insisteva sul suburbio S. II Nomentano, quando venne promossa a ventunesimo quartiere Q. XXI.
Pietralata ha mutato il suo aspetto solo sul finire degli anni settanta quando la Giunta Luigi Petroselli ha iniziato a fare interventi sul territorio, ad esempio il già citato rialzo stradale di via di Pietralata nel dicembre del 1979.
Nel 1990 verrà inaugurata, nel quartiere, la stazione della linea B della metropolitana Pietralata ed in seguito l'ospedale Sandro Pertini.
Nel 1998, recuperando i fondi rubati per la costruzione della metropolitana, la giunta dell'allora sindaco Francesco Rutelli promosse la costruzione di una piazza dove prima c'era una discarica di rottamazione, chiamata in un primo momento Piazza Risarcimento e in seguito alle proteste degli abitanti del quartiere, che la volevano intitolata a Pier Paolo Pasolini, venne chiamata Largo di Pietralata.

## Monumenti e luoghi d'interesse

### Architetture civili
- STUDIOS, ex Stabilimenti De Paolis[15], su via Tiburtina. 41.90883°N 12.54111°E

La struttura è stata confiscata alla mafia negli anni novanta.
- Borghetto di Vigna Mangani[17], sito su via di Vigna Mangani. La famiglia Mangani, da cui prende il nome il borghetto, aveva una vigna in questa zona nel XIX secolo, in seguito questa famiglia gestì anche una trattoria in questa zona. Negli anni dieci del Novecento cominciò a formarsi un piccolo centro abitato, che nel 1948 prese il nome di Borghetto di Vigna Mangani. Il comune di Roma nello stesso anno istituì anche una via ed un vicolo col nome di Vigna Mangani che si trovano sempre in questa zona. Nel Borghetto si trova anche una chiesa, sconsacrata alla fine del secolo scorso, dedicata a Santa Maria danneggiata da un incendio nel 2012. In zona, sul lato della Batteria Nomentana c'era, fino agli anni ottanta del Novecento un passaggio a livello, sostituito da un enorme cavalcaferrovia esclusivamente pedonale, che garantisce il transito da e verso Via Nomentana.

### Architetture religiose

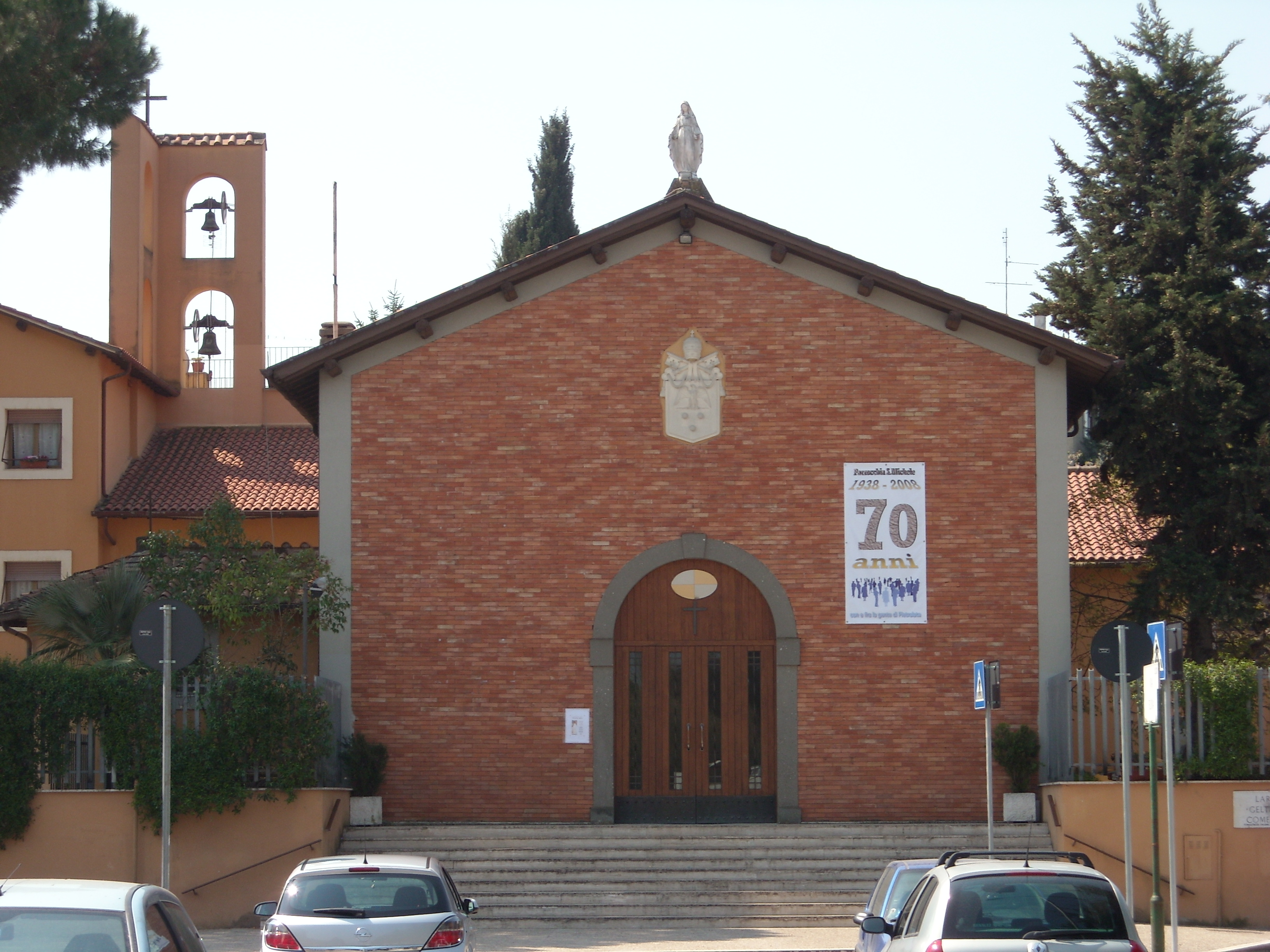
La chiesa di San Michele Arcangelo

- Chiesa di San Michele Arcangelo a Pietralata, su largo Geltrude Comensoli.
- Chiesa di Sant'Atanasio a Via Tiburtina, su via Achille Benedetti.
- Chiesa di San Romano martire, su largo Antonio Beltramelli.
- Chiesa di San Fedele da Sigmaringa, su via Mesula.
- Cappella della Madonna delle Grazie, su via di Vigna Mangani.

Luogo sussidiario di culto della parrocchia di San Fedele da Sigmaringa.
- Chiesa di San Vincenzo Pallotti, su via Matteo Tondi dal 1993.

Parrocchia eretta il 1º gennaio 1978 con il decreto del cardinale vicario Ugo Poletti "Succrescente in dies". Il territorio è stato desunto da quello delle parrocchie di Santa Maria del Soccorso e di San Michele Arcangelo a Pietralata.

### Architetture militari
- Forte Pietralata, su via del Forte di Pietralata. Forte del XIX secolo.

Sede dei Granatieri di Sardegna.

### Siti archeologici

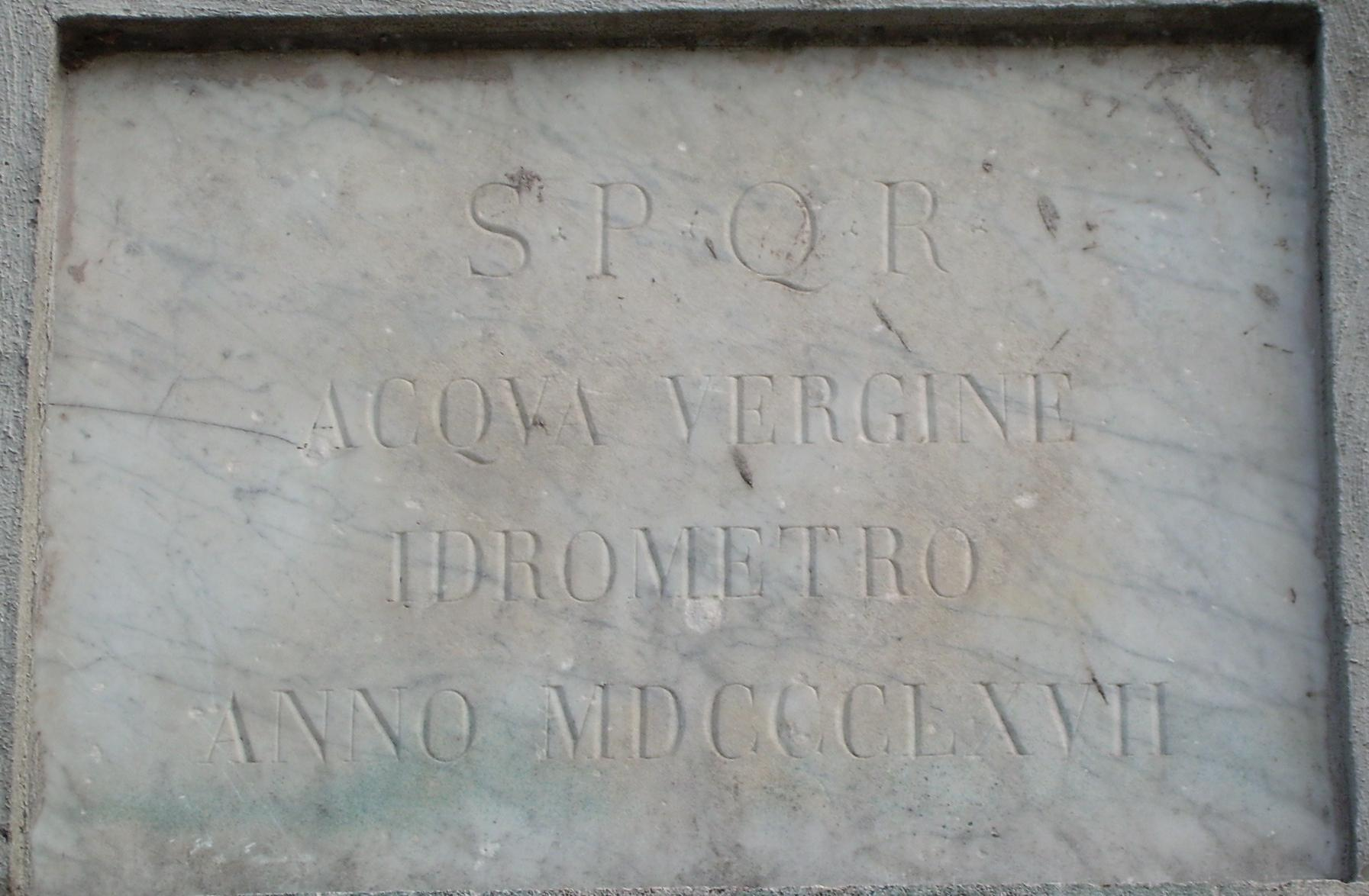
Targa posta sull'acquedotto vergine in via di Pietralata

- Tratto non interrato dell'acquedotto Aqua Virgo.
- Casale e torre di Pietralata.
- Castello di Pietralata.

### Aree naturali
- Riserva naturale Valle dell'Aniene, lungo il fiume Aniene. 41.929145°N 12.553207°E

## Cultura

### Scuole
- Istituto comprensivo Giorgio Perlasca articolato in cinque sedi: Scuola secondaria 1º grado di via Fabiani (ex SMS Pasquale Villari comprende anche lo stabile con entrata da via Barelli); Scuola primaria di via Gemmellaro (ex sede succursale della scuola statale materna ed elementare Vittorio Veneto); Scuola primaria e secondaria di 1º grado - piazza Sacco (ex sede della scuola materna ed elementare M. Boschetti Alberti); Scuola primaria - via Pomona.
- Istituto Tecnico Industriale di Stato John von Neumann (ex Antonio Meucci),
- Istituto Tecnico Industriale di Stato Giuseppe Luigi Lagrange,

### Cinema
Nel quartiere sono state girate diverse scene di film.
- L'onorevole Angelina, di Luigi Zampa (1947), con Anna Magnani
- La celebre scena del film Un giorno in pretura di Steno (1953) in cui Alberto Sordi, nei panni di Nando Mericoni, fa il bagno nudo in una “marana” (in realtà il fiume Aniene). La sequenza è stata girata alla fine di via di Pietralata, all’altezza di via Val Brembana
- Alcune scene del film Il tetto (1956) di Vittorio De Sica, girate presso il Fosso di Sant'Agnese all'altezza del borghetto di Vigna Mangani
- Una scena del film Le notti di Cabiria (1957) di Federico Fellini, dove si vede il Cinema Lux di via di Pietralata (oggi non più esistente, al suo posto vi è la fermata Pietralata della Metro B)
- La scena di Ladro lui, ladra lei di Luigi Zampa (1958) in cui Alberto Sordi, che interpreta il personaggio del ladruncolo romano Cencio, per ingannare un brigadiere che lo sta pedinando finge di abitare nel palazzo davanti a cui si trovava a passare in quel momento. Il portone nei pressi del quale Cencio e il brigadiere si fermano a discutere è il civico n. 8 di via Camesena, accanto alla stazione Tiburtina
- Il cortometraggio documentario Autoritratto di Raffaele Andreassi (1958), dedicato al pittore Amedeo Ruggiero e ambientato tra i campi e le strade di Pietralata, dove Ruggiero aveva vissuto in gioventù
- Alcune scene del film Il gobbo (1960) di Carlo Lizzani con Pier Paolo Pasolini
- Una vita violenta, di Paolo Heusch e Brunello Rondi (1962), con Franco Citti, dal romanzo omonimo di Pier Paolo Pasolini
- Il cortometraggio documentario Imitazione della dignità di Sergio Tau (1964), interamente girato al borghetto di Vigna Mangani
- Alcune scene del film Roma violenta (1975) di Marino Girolami con Maurizio Merli
- Alcune scene del film Roma a mano armata (1976) di Umberto Lenzi con Maurizio Merli
- Alcune scene del film Il trucido e lo sbirro (1976) di Umberto Lenzi con Tomas Milian
- Alcune scene del film Squadra antifurto (1976) di Bruno Corbucci con Tomas Milian
- Una scena del film La lupa mannara (1976) di Rino Di Silvestro: l'autosfascio in cui Daniela la lupa (interpretata da Annik Borel) uccide con una gru a benna i suoi due stupratori è stata girata in via di Pietralata, all'interno dell'odierna Romana Demolizioni
- Una scena notturna del film Napoli violenta (1976) di Umberto Lenzi è  ambientata in via dei Durantini, quasi all’incrocio con via Tiburtina
- Una scena d'azione del film Il grande racket di Enzo G. Castellari (1976), in cui una stazione ferroviaria - nella realtà la stazione Tiburtina - viene assaltata da alcuni banditi, è girata in via Camesena.
- Una scena del film Taxi Girl (1977) di Michele Massimo Tarantini: alcune automobili si inseguono lungo la via Tiburtina e a un certo punto entrano negli stabilimenti cinematografici De Paolis
- Nel film La banda del gobbo (1977) di Umberto Lenzi la scena in cui l'Albanese (Sal Borgese) fa la conoscenza di Marika Engver (Solvi Stübing) si svolge in via dei Durantini, all'altezza del Teatro 5 degli Stabilimenti De Paolis
- La rapina all'agenzia napoletana del Banco di Sconto nel film Napoli violenta, ambientata nella finzione nel capoluogo partenopeo, è stata girata in realtà a via Giuseppe Marcotti, nel tratto che separa via Beniamino De Ritis da via Renato Simoni
- Una scena del film Non contate su di noi (1978) di Sergio Nuti: i due protagonisti, Maria e Flauto, percorrono in automobile via Tiburtina, all'altezza di via delle Cave di Pietralata
- In Soldati-365 all'alba (1987) di Marco Risi il protagonista Claudio Scanna, interpretato da Claudio Amendola è originario del quartiere di Pietralata.
- Il giro del pavone, cortometraggio documentario di Andrea Pergolari (2006)
- Istruzioni per un viaggio a Pietralata, documentario di Pasquale Passannante e Ilaria Vasdeki (2007)
- Dolce di latte, di Gianni Leacche (2014)
- Pietralata, cortometraggio documentario di Giuseppe Pollicelli (2014)
- Una scena del film La macchinazione (2016) di David Grieco: la casa del personaggio chiamato Sergio, interpretato da Matteo Taranto, si trova in via del Casale Rocchi, in prossimità dell'incrocio con via di Pietralata
- La scena iniziale del film Go Home - A casa loro (2018) di Luna Gualano. Durante i titoli di testa sono inquadrate dall'alto via delle Messi d'Oro e via dell'Acqua Marcia
- Nel film Adagio (2023) di Stefano Sollima alcune scene con Toni Servillo sono girate a via Giuseppe Marcotti, via Vacuna, via Olindo Malagodi e largo Camesena

### Televisione
In questo quartiere sono state girate diverse scene di serie televisive.
- Alcune scene dello sceneggiato televisivo Diario di un maestro (1973), diretto da Vittorio De Seta e tratto dal libro autobiografico Un anno a Pietralata (1968) del maestro elementare Albino Bernardini
- Una scena della fiction televisiva in due puntate Una prova d'innocenza (1990), diretta da Tonino Valerii, in cui si vede Enrico Montesano entrare in una bisca sotterranea ubicata, nella finzione, in via Olindo Malagodi, quasi all'incrocio con via delle Cave di Pietralata
- Alcune scene della serie televisiva Romanzo criminale, 1ª e 2ª stagione (il bar da Franco, in via Silvano n. 15, sede in precedenza di una sezione del Pci)
- L'ex Lanificio Luciani, in via di Pietralata, è il set del bar-ristorante della serie televisiva L'allieva

### Fumetto
In occasione dei cento anni dalla nascita di Albino Bernardini, sul n. 306 (8 ottobre 2017) del settimanale La Lettura, supplemento culturale del Corriere della Sera, sono state pubblicate due tavole a fumetti - sceneggiate da Giuseppe Pollicelli e disegnate da Ilaria Vescovo - dedicate all'autore di Un anno a Pietralata. Intitolato Un maestro di borgata, il fumetto, la cui azione si svolge nel 1966, è ambientato sul Monte Pecoraro, un colle che si trovava di fronte a Tiburtino III e che venne spianato alla fine degli anni Sessanta del XX secolo.

### Musica
- Esiste una canzone da osteria dedicata a Pietralata, talora eseguita da qualche improvvisato intrattenitore nei locali storici del quartiere, per la quale non è possibile stabilire una datazione precisa. I versi iniziali recitano “C’ho un comò tutto sfasciato, ’na sediaccia e du’ banchetti, un orinale me so’ trovato, quarche cuccuma ho sfasciato…”, mentre le parole del ritornello sono “Paraponzipà, paraponzipà... Evviva Pietralata e la gente che ce sta!”.
- Il cantautore e regista Paolo Pietrangeli ha intitolato Pietralata ’96 una traccia del suo album Un animale per compagno, edito nel 1996 da il manifesto. Il brano non è tuttavia incentrato sul quartiere, trattandosi di un’aspra critica di carattere sociale alla contemporaneità.
- Nel 2011 il compositore Marco Piacente ha inserito nell’album autoprodotto Marco e Stefano, realizzato con Stefano Trabalza, il brano A Pietralata, in cui il quartiere è descritto in questo modo: “Tra li palazzi squallidi, niscosta qua e là, ce trovi quarche casa vera, coi muri de mattone giallo e ’n’ orticello, l'erba servatica, le discussioni ar bar su cose forse stupide ma appassionate e piene de sincerità, le facce antiche dei vecchi che te guardeno senza più bisogno de parla'". E ancora: "A Pietralata le ragazze portano li tacchi a spillo e nun ce sanno cammina', tirano dritto ma i sogni più impossibili, non volendo, te li fanno ritorna'...”.
- Il videoclip della canzone Hiroshima (quinta traccia dell’album Teoria del piano zero della band italiana The Lemmings, uscito nel 2011), diretto da Luna Gualano e interpretato da Giuseppe Pollicelli, è stato quasi interamente girato a Pietralata, in particolare presso via delle Messi d’Oro, via dei Monti di Pietralata, via del Casale Quintiliani e via del Casale Galvani.
- Nel novembre del 2021 il gruppo musicale romano Pane ha pubblicato il singolo Pietralata s'è allagata, ispirato a una sorta di brevissima canzoncina popolare diffusa nel quartiere e dedicata agli straripamenti del fiume Aniene da cui, fino agli anni Ottanta del Novecento, la zona era spesso flagellata.
- Nel 2023 il cantautore Artù ha pubblicato il singolo Pietralata, in cui parla delle sensazioni e della vita nel quartiere, definendolo eterno. La copertina tra l'altro ritrae il campo XXV Aprile, in cui ora giocano i Liberi Nantes, ma che è conosciuto nel quartiere per la ex squadra che ci giocava, la Polisportiva Albarossa.

## Società

### Enti
- Ospedale Sandro Pertini
- Casa di cura Nuova Itor

## Geografia antropica

### Urbanistica
Nel territorio di Pietralata si estendono, oltre l'omonima zona urbanistica 5G, la zona 5C Tiburtino Nord e parte della zona 5H Casal de' Pazzi.

### Odonimia
Le vie più antiche del quartiere, quelle della vecchia borgata, prendono il nome di materiali di origine minerale o vegetale. Altre vie sono dedicate a studiosi di geologia, geofisica, vulcanologia e paleontologia. Inoltre, sono presenti via dedicate a divinità della mitologia romana e greca e strade dedicate a giornalisti e scrittori.
La nuova viabilità costruita nei pressi della stazione di Roma Tiburtina è stata dedicata a politici italiani del XX secolo. Alcuni toponimi si riferiscono a vegetali e prodotti agricoli o a toponimi locali.

## Infrastrutture e trasporti
L'estremità ovest del quartiere è occupata dalla stazione di Roma Tiburtina, la seconda stazione ferroviaria della capitale ed importante scalo merci nazionale. È un importante punto di collegamento tra tutti i mezzi pubblici, compresi treni locali, nazionali e internazionali (anche verso l'Aeroporto di Roma-Fiumicino), metropolitana e linee di autobus e pullman.

### Ferrovie
|  | È raggiungibile dalla stazione di Roma Tiburtina. |

|  | È raggiungibile dalla stazione di Roma Tiburtina. |

## Sport

### Calcio
- A.S.D. Casal Barriera che, nel campionato 2019-20, milita nel campionato maschile di Eccellenza.[19]
- A.S.D Accademia Sporting Roma che, nel campionato 2022-2023, milita nel campionato maschile di Prima Categoria[20]
- Liberi Nantes che, nel campionato 2022-2023, milita nel campionato maschile di Seconda Categoria[21]

### Impianti sportivi
- Centro sportivo Fulvio Bernardini
- Campo sportivo XXV Aprile
- Campo sportivo USAI
- Campo sportivo Lanciani